# 路德维希·冯·施罗德
路德维希·卡尔·赫尔曼·冯·施罗德（Ludwig Karl Hermann von Schröder，1884年9月12日—1941年7月28日）是一位納粹德國空軍将领，曾担任塞尔维亚军事指挥官区第二任军事指揮官。
担任塞尔维亚军事指挥官期间，他曾在1941年5月31日命令所有犹太人和吉普赛人向当局登记，再佩戴黄色袖章，作为识别标志。该命令同时禁止犹太人和吉普赛人自由从事职业，禁止其进入公共服务部门和私人企业。军事指挥官区后来又下达了强制劳动命令。当局还对犹太人财产进行了登记，以便于之后开展雅利安化政策。在施罗德的这些命令下，整个塞尔维亚占领区的反犹迫害措施实现了标准化。后来，他在贝尔格莱德遭遇飞机事故，並於7月28日身亡。